# Барч (город)

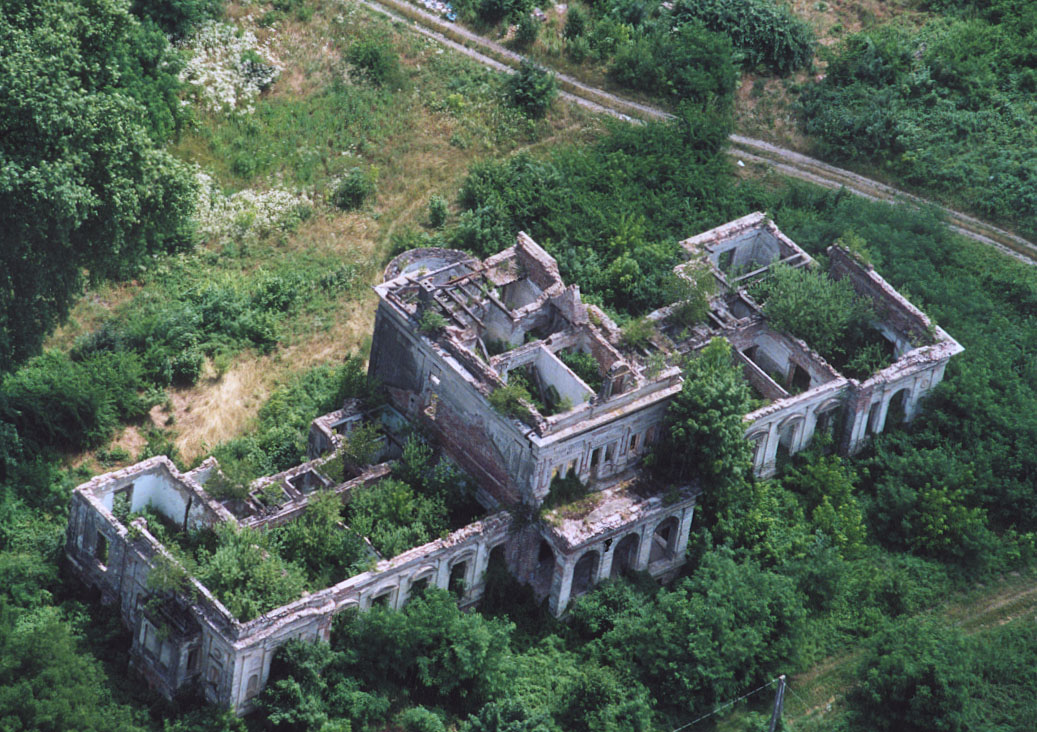
Руины замка Сеченьи

Барч (венг. Barcs) — город в юго-западной Венгрии, расположенный на левом берегу реки Дравы, которая в этом месте образует границу с Хорватией.
Население Барча по данным на 2004 год — 12 168 человек.
Город расположен примерно в 250 километрах к юго-западу от Будапешта. В 30 километрах к северо-востоку расположен город Сигетвар, в 65 — Печ. В 70 километрах к северу находится столица медье — Капошвар, в 16 километрах к югу — хорватская Вировитица. Через город проходит автомобильная магистраль Е73 Будапешт — Сараево — Плоче. Другие дороги ведут в Капошвар и Надьканижу. В Барче есть железнодорожная станция на линии Надьканижа — Бар — Печ. На другом берегу Дравы, напротив Барча, находится хорватский посёлок Терезино Полье (хорв. Terezino Polje).
В качестве достопримечательностей города можно назвать католическую церковь, построенную в 1821 году, находящиеся неподалёку от города руины замка дворянского рода Сеченьи, а также музей, посвящённый биосфере Дравы.
Несколько нетронутых природных ландшафтов по берегам Дравы в окрестностях Барча включены в состав национального парка Дунай-Драва, в частности, расположенный к востоку от Барча Барчский можжевеловый лес.

## Население
| Год  | Численность | Численность |
| ---- | ----------- | ----------- |
| 2013 | 11 173      | [ 3 ]       |
| 2014 | 11 025      | [ 4 ]       |
| 2018 | 10 501      | [ 5 ]       |
| 2021 | 9956        | [ 6 ]       |
| 2022 | 9875        | [ 7 ]       |
| 2023 | 9845        | [ 8 ]       |
| 2024 | 9672        | [ 2 ]       |

## Города-побратимы
- Вировитица, Хорватия
- Жельезовце, Словакия
- Зинсхайм, Германия
- Одорхею-Секуеск, Румыния